# Weyertor

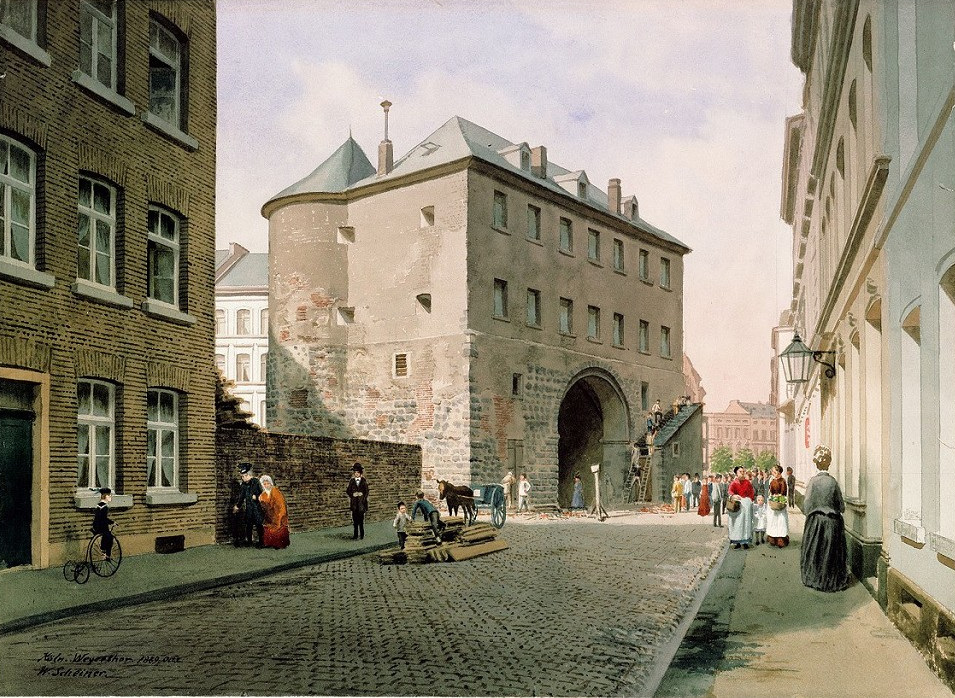
Weyertor, 1889 (Wilhelm Scheiner)

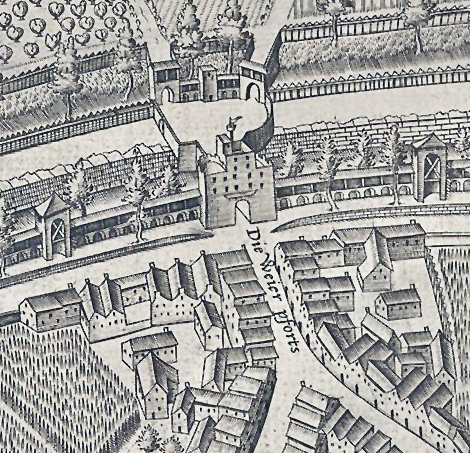
Weyertor mit Bastion und Beginn der Weyerstraße

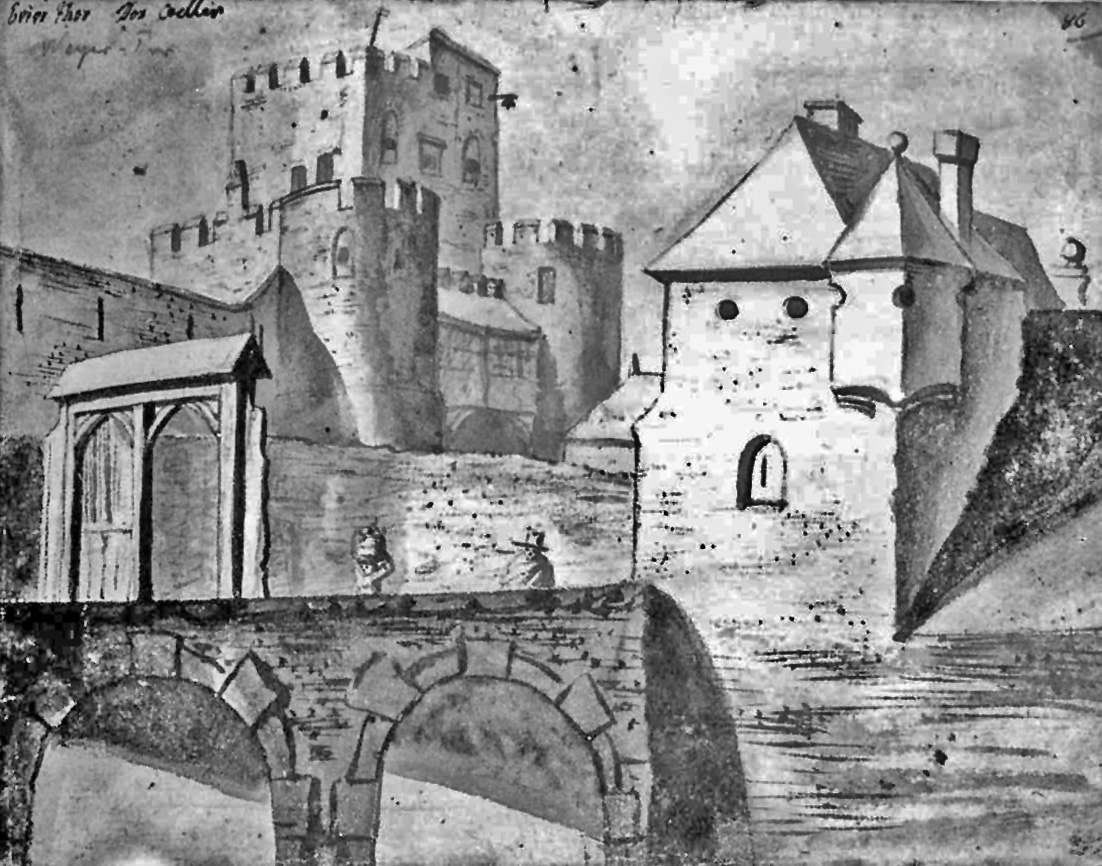
Diagonale Ansicht von der Feldseite mit der dem Torbau seit 1632 unmittelbar vorgelagerten Bastion

Das im Südwesten der Stadt Köln gelegene Weyertor war eines der 14 landseitigen großen Stadttore, die im Zuge der letzten Stadterweiterung im Verbund mit der neuen Schutz- und Ringmauer errichtet worden waren. Das vom Rat der heiligen Stadt geplante Bauvorhaben wurde mit kaiserlichem Einverständnis durchgeführt. Mit dem Bau des spätromanischen Weyertores begann man im ersten Drittel des 13. Jahrhunderts. Im Laufe der Jahrhunderte erfuhr die Torburg mehrere Umbauten. Sie wurde im Jahr 1889 infolge einer weiteren Stadterweiterung abgebrochen.

## Lage und Namensherkunft
Nach Adam Wrede war das Weiher- oder Weyertor das höchstgelegene Tor in der neuen Ringmauer. Seine ursprüngliche Bezeichnung, ebenso wie die des mittelalterlichen Straßenzuges „Weyerstraße“ und des etwas weiter im Vorland gelegenen Klosters Weiher, soll sich auf ein dortiges „Weiherkülchen“ genanntes Gelände bezogen haben, in dem sich wahrscheinlich durch den Endlauf des Gleueler Baches ein Weiher gebildet hatte, der in späterer Zeit bereits im Bereich Hohenlind versickerte.
Das Tor trug um 1232 in lateinischen Urkunden den Namen „porta piscine(ae)“, um 1257 nannte man es „wierporce“, „wijerportze“. Aus dem Jahr 1474 stammt der Satz „zo wier daervan noch die ein portze den namen hait genoempt (genommen) die wierportze“. Der Kartograf Arnold Mercator bezeichnete auf seiner r Kölner Stadtansicht von 1570 das Tor als „Die Weier pforts“, und die französische Behörde gab dem Stadttor (1812/13) den Namen „Porte de l’Etang“ – Weyer-Pforte.

## Geschichte
Die viele Jahrzehnte andauernden Auseinandersetzungen zwischen den Kölner Bürgern und ihrem erzbischöflichen Herren führte im Laufe der Zeit zu einer weitgehenden Emanzipation der Bürgerschaft. Diese mühsam errungene Eigenständigkeit hatte auch zur Bildung eines weltlichen Steuersystems geführt, welches in allen altstädtischen Bezirken aber auch in denen der neu hinzugekommenen Vorstädte Gültigkeit besaß. Das so gesteigerte Einkommen der Stadt war der Grundstock des Vorhabens, das groß dimensionierte Bauprojekt eines neuen Ringwalles mit seinen Mauern und Toren durchzuführen.

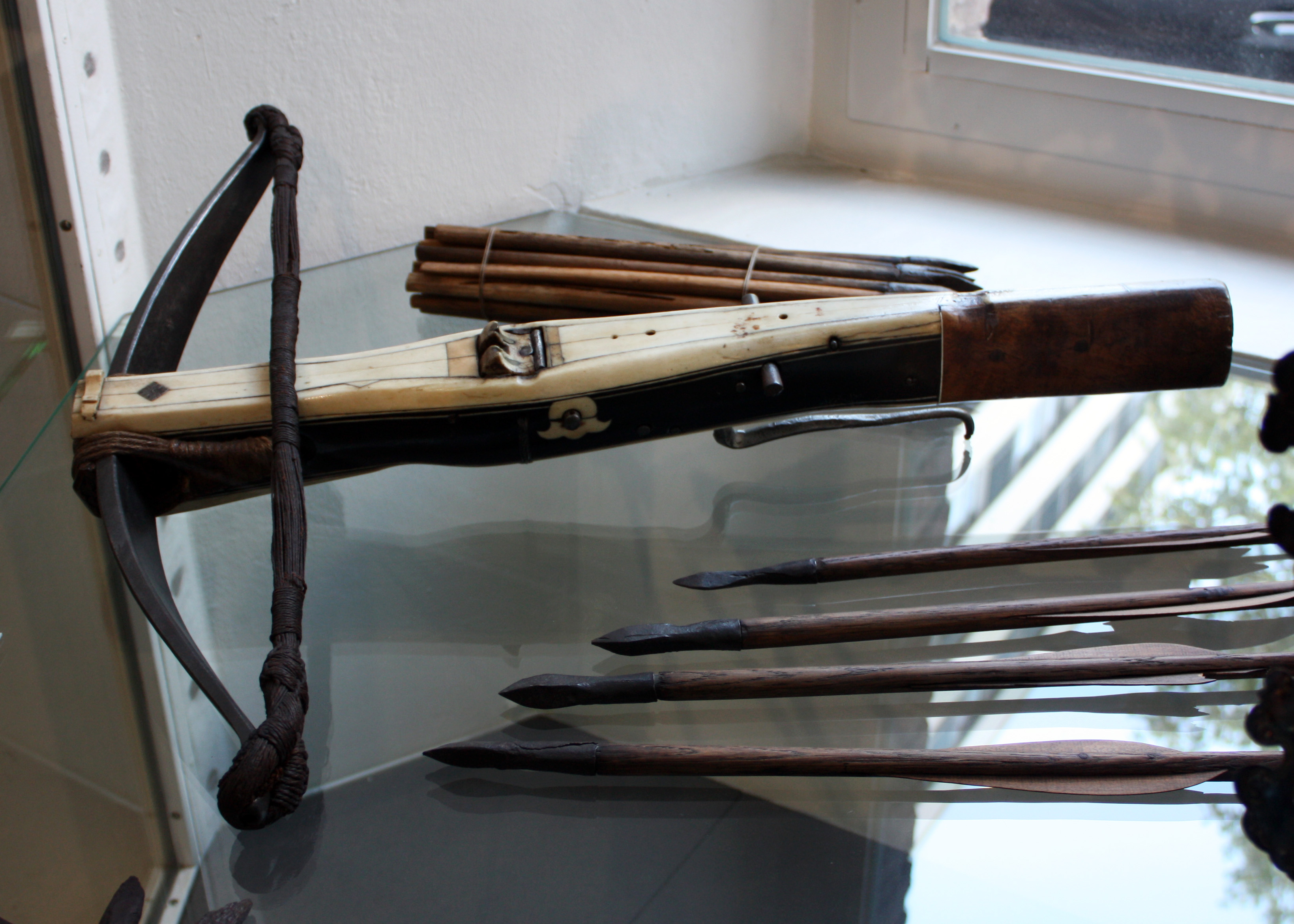
Waffen Kölner Turmschützen

Das Gebiet der „villa s. Pantaleonis“, südlich an die Bezirke Oversburg und St. Severin westlich an St. Aposteln grenzend, dessen am stärksten entwickelte Bebauung die Weyerstraße mit dem dortigen eigenen Gerichtsstand aufwies, wurde durch die neue Umwallung in das Kölner Stadtgebiet einbezogen. Die Bewohner erhielten mit der Einbeziehung in die Stadt einen neuen Status: Sie besaßen fortan das Bürgerrecht, waren nun aber auch der allgemeinen Steuer- und Wehrpflicht im Verteidigungsfall sowie der Wachpflicht unterworfen. Der Bezirk hatte nun für die in seinem Bereich befindlichen Mauerabschnitte und Tore, insbesondere für die große Anlage des Weyertores, die Lasten an Mensch (Wachpersonal) und Material zu tragen.

### Die zum Tor führenden Straßen

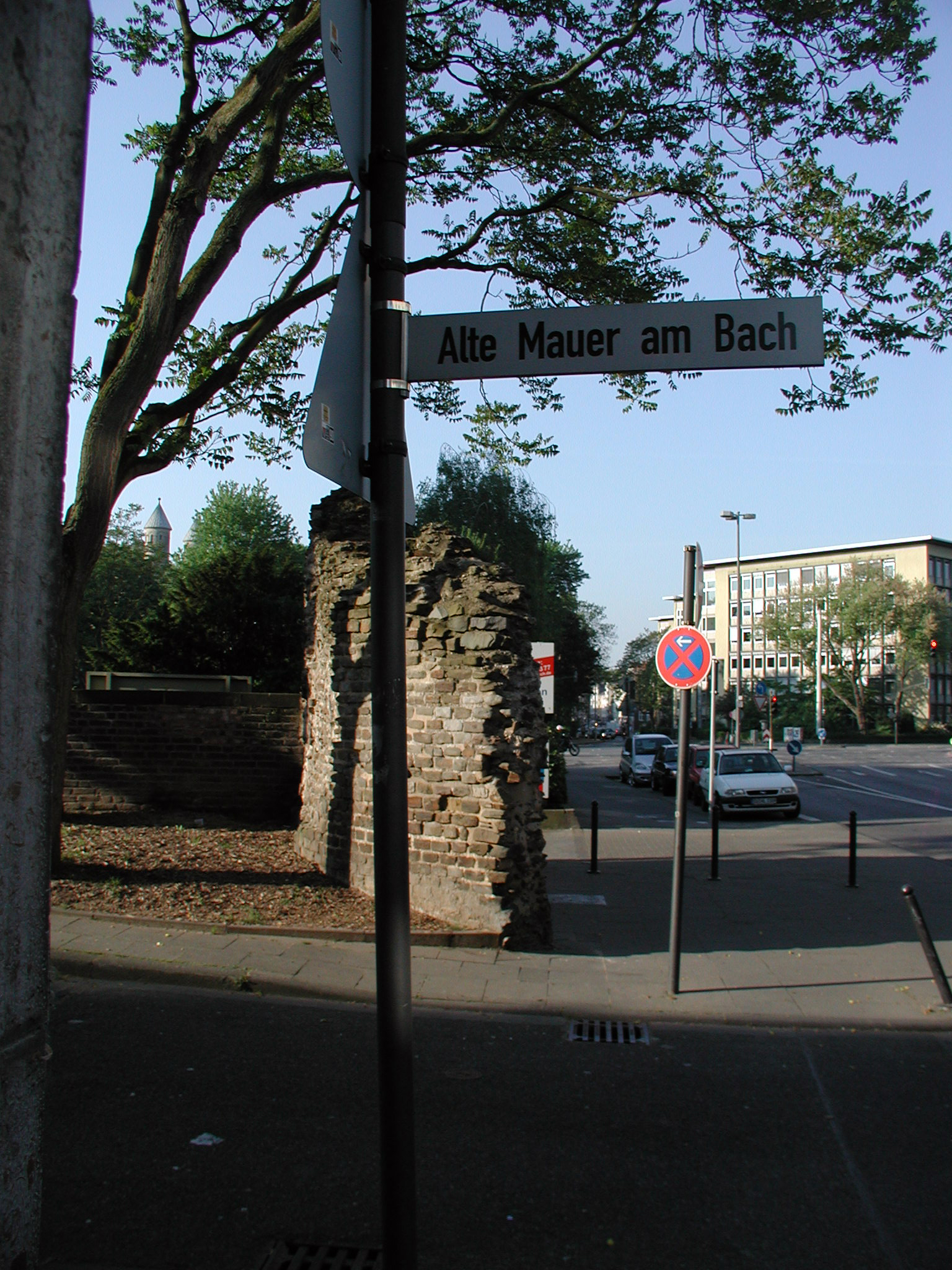
Standort der ehemaligen Griechenpforte

Die neu errichtete Torburg der nach Westen vorgeschobenen Befestigung war der Ersatz der alten südwestlichen Griechenpforte. Sie hatte am Fuß der schon 1265 bezeugten Weyerstraße gegenüber von St. Pantaleon den bisherigen äußeren Eingang durch die Römermauer in das Viertel des Griechenmarktes oder den Ausgang in die ungeschützte Vorstadt ermöglicht. Diese Aufgabe übernahm nun die neue Torburg, das Weyertor. Vor ihm öffnete sich die Landstraße, welche die Bürger nutzten, wenn sie auf die Höfe und Häuser des „Klettenberges“, in die der Herrlichkeit Sulzpe oder in die am Hang der Ville gelegenen Ortschaften wollten. Aber auch Reisende und Händler in die Region Zülpich und Trier oder in die Eifel und nach Luxemburg nahmen den Weg durch dieses nach Südwesten führende Stadttor.
Aus dem 15. und dem 16. Jahrhundert ist überliefert, dass die Weyerstraße den Namen „Kaiserstraße“ führte. Dies beruhte darauf, dass Kaiser und Könige, wenn sie aus westlicher Richtung kommend die Stadt Köln aufsuchten, durch Weyertor und -straße Einzug hielten.

### Baubeschreibung
Schon 1386 wurde unter dem städtischen Rentmeister Constantin von Lyskirchen veranlasst, dem bisher die Stadtmauer begleitenden Graben, einen zweiten äußeren vorzulagern, der mit Hecken ausgestattet wurde und den die Koelhoffsche Chronik als „ein nutzlich buwe“ bezeichnete. Zu dieser Zeit erhielten wahrscheinlich einige der Haupttorburgen der Stadt bereits äußere Zwinger, der am Weyertor wurde 1442 erwähnt.
Arnold Mercators Darstellung der „Weier pforts“ von 1571 war spätestens 12 Jahre danach überholt, da zwischen 1583 und 1592 Umbauten vorgenommen worden waren, durch die die Bastion am Ende des 16. Jahrhunderts auch einen Zwingerhof erhalten haben soll. Um das Jahr 1583 wurde der Abbruch des Vorwerks durchgeführt, sodass dem Neubau eines geplanten Bollwerks und einer Brustwehr Raum geschaffen wurde. Bei den dazu anfallenden Erdarbeiten wurden im April 1589 drei römische Sarkophage aus rotem Sandstein freigelegt, die kleine irdene Krüge, Gläser und unbekannte Münzen enthielten. Noch im gleichen Jahr stieß man bei den Arbeiten auf zwei weitere „steinerne Gräber“, zu deren Inhalt unter anderem Münzen des Kaisers Constantin gehörten. Zu weiteren Baumaßnahmen gehörte eine neue Zugbrückenkonstruktion über den Graben des Tores, die jedoch zusammenbrach und später durch eine feste Steinbrücke ersetzt wurde. Die Schuld an diesem Desaster, bei dem ein Schaden von über 6000 Talern entstand, wurde dem jungen unerfahrenen Steinmetzmeister und Umlauf der Stadt, Peter von Sieberg angelastet.
Im Gegensatz zu den anderen Toranlagen der Stadtmauer waren seit 1632 die Bastionsanlagen so gestaltet worden, dass sie sich dem Torbau selbst unmittelbar anschlossen. Zu diesem Zweck war die Anlage der Gräben verändert und um die Bastion herumgeleitet worden. An der nördlichen Einbiegung des verlegten Grabens hatte man einen Brückenzugang auf die Bastion errichtet. Die Abbildung „Finkenbaums“ (oben) zeigt, schräg in der Sicht vom Ufer der nordwestlichen Feldseite, Teile der Gesamtanlage. Im Vordergrund stand ein mit einem großen Erker versehener Eckbau, den ein Walmdach deckte. Die im Hintergrund aufragende, zinnenbestückte Torburg hatte einen viergeschossigen, eckigen Mittelturm, der von dreigeschossigen, halbrunden Seitentürmen flankiert wurde. Dem Mittelbau war unter dem Zinnenkranz seitlich ein kleiner Erker angefügt worden, und zur Feldseite hing eine Glocke, die wohl den Torschluss ankündigte. In der Höhe seines Obergeschosses, zwischen die Seitentürme eingepasst, befand sich über dem Torbogen ein Überzimmer. Die Bauwerke waren noch mit einer großen Anzahl der ursprünglichen romanischen Rundbogenfenster ausgestattet.

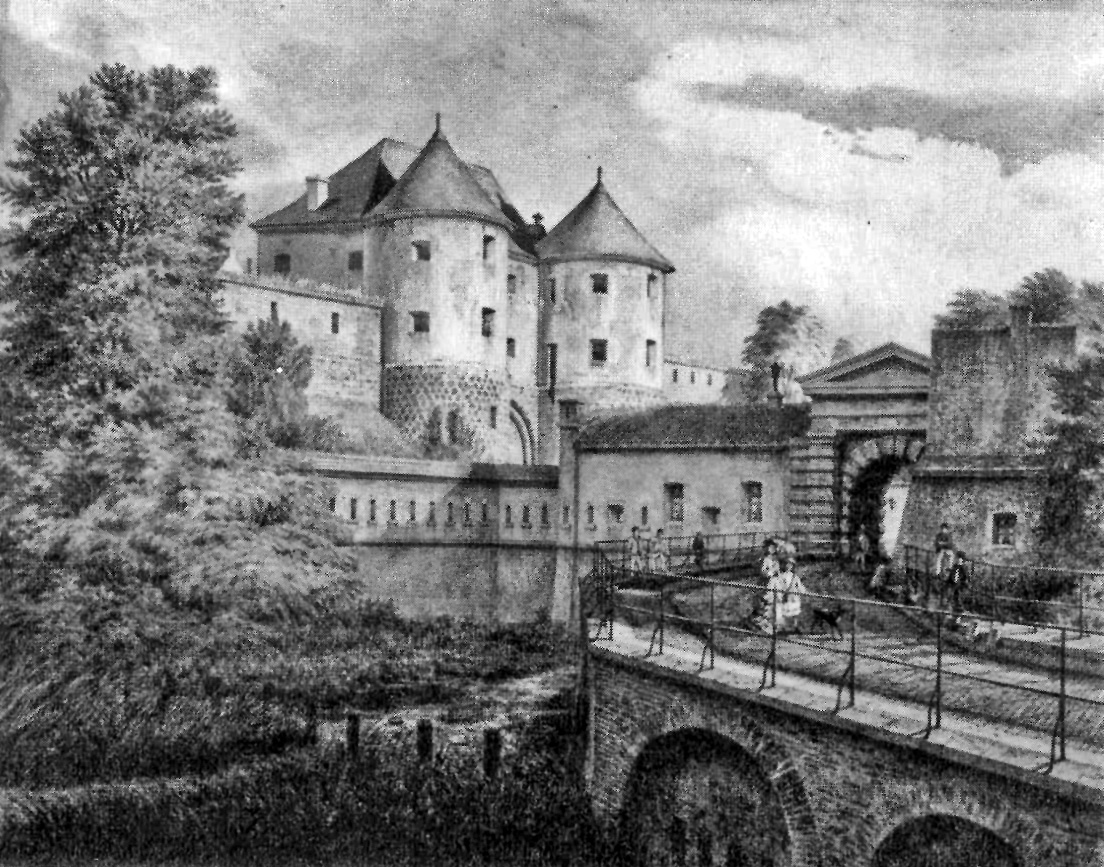
Weyertor um 1878

Das Aquarell von Jakob Scheiner (rechts) aus dem Jahr 1878 zeigt ein stark verändertes Äußeres. Der Mittelturm ist gekürzt, er und seine Flankentürme hatten den romanischen Zinnenschmuck eingebüßt. Der Mittelbau erhielt offenbar ein Satteldach, und die Seitentürme wurden mit Kegeldächern gedeckt. Wann diese Neuerungen durchgeführt wurden, ist nicht bekannt. Die beidseitig anschließende Stadtmauer mit ihren Schießscharten war noch intakt.

### Nutzung des Tores
Die Torburg war in erster Linie ein Wehrturm und diente als Teil der Stadtmauer dem Schutz der Stadt. Sie war auch das Tor oder die Abriegelung eines zumeist stark frequentierten Verkehrsweges sowie eine der Stationen der städtischen Zollerhebung, an der wie bei anderen offenen Feldtoren Zöllner den so genannten Landzoll erhoben. Im 16. Jahrhundert gingen die Zollhäuser in Privatbesitz über.
Das Weyertor besaß einen Zwinger sowie zwei der Haft dienenden Räume, das Tor ähnelte mit dieser Einrichtung seinen benachbarten Toren in der Stadtmauer: Die südliche Bachpforte besaß nur geringe Aufnahmekapazität als Gefängnis, und die Pantaleonspforte hatte ebenfalls zwei Gefängnisräume. Die nördliche Schafenpforte hatte drei Gefängnisräume.

### Umfeld und Niederlegung

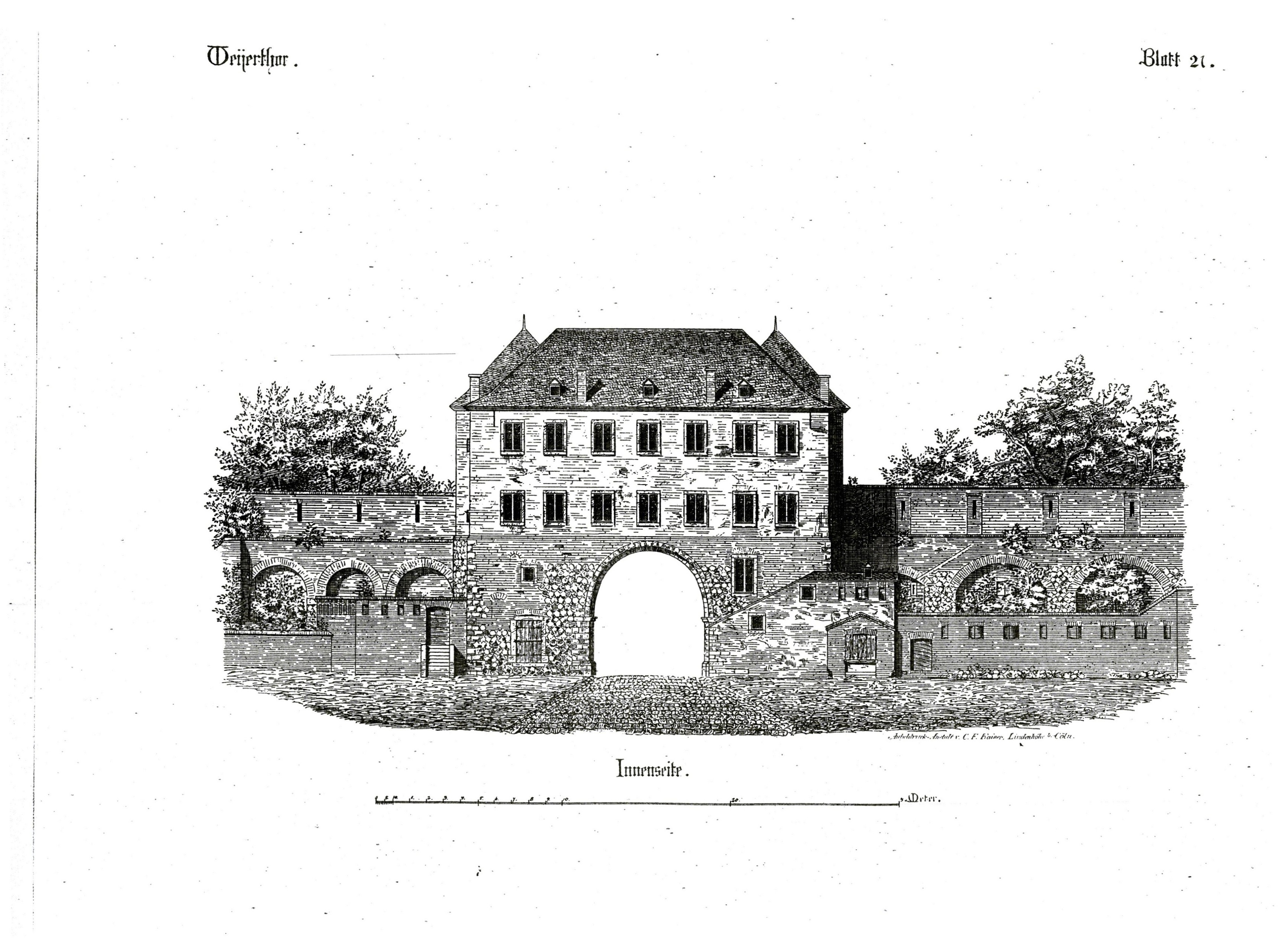
Weyertor (aus: C. F. Kaiser, Cölner Thorburgen und Befestigungen: 1180–1882, 1884, Blatt 21)

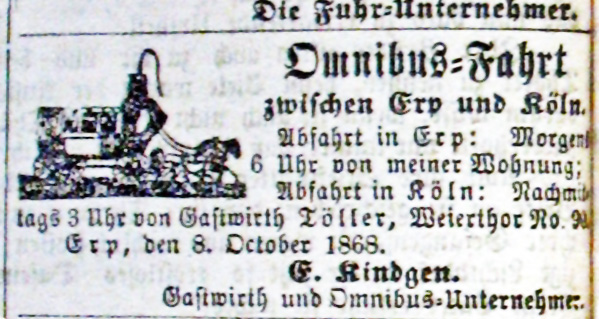
Personenbeförderung zum Weyertor

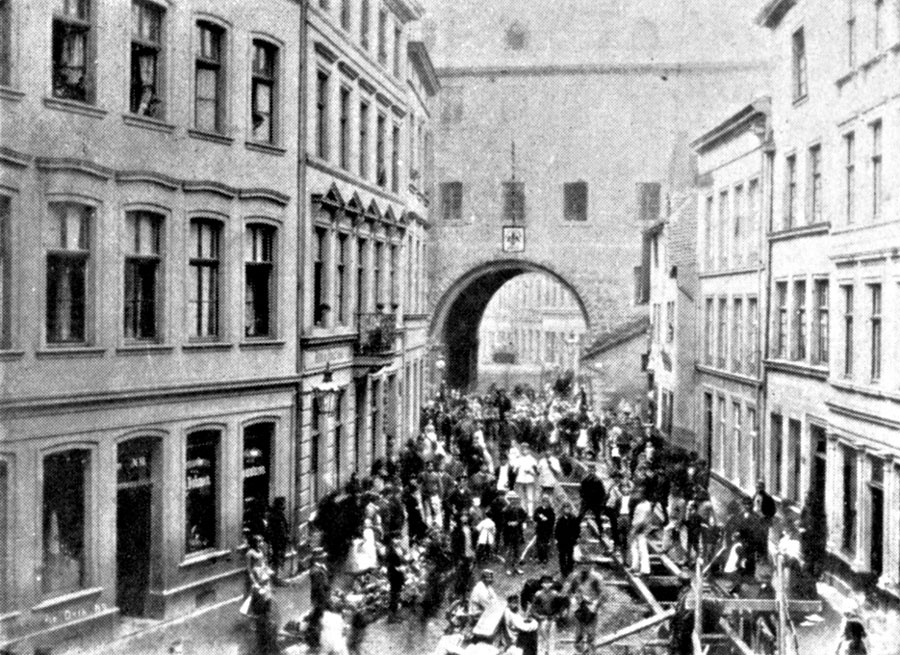
Haus Töller (drittes Haus von rechts) vor dem Weyertor im Jahre 1886

Nicht nur das Äußere der Torburg selbst hatte sich sehr verändert, die Stadt mit ihren Vorstädten war in ihrer Bevölkerung stark angewachsen. Dies traf auch auf das Umfeld des Weyertores zu. Schon im Jahre 1836 errichtete man auf dem Turm von St. Pantaleon gegenüber der Weyerstraße eine Telegrafenstation und etwa um 1850 wurde die Landstraße in Richtung Eifel und Luxemburg als Bezirksstraße ausgebaut. In den 1860er Jahren war das unmittelbar stadtseitig vor dem Tor stehende, seit dem 14./15. Jahrhundert in der Weyerstraße bestehende Haus Töller zur Endstation eines täglich zwischen der Ortschaft Erp bei Lechenich, über Liblar und Köln verkehrenden Reiseverkehrs mittels eines von Pferden gezogenen „Omnibusses“ geworden. Die Reisenden erledigten ihre Anliegen, und ab 15 Uhr ging die Fahrt zurück.
Zum Ende des 19. Jahrhunderts erfolgten dann Maßnahmen zur unumgänglich gewordenen Erweiterung der Stadt, vor allem die Schaffung verbesserter Verkehrswege durch die mittelalterliche Stadtmauer. 1882 wurde mit der Schleifung der Bollwerke und des Glacis begonnen. 1883 waren für diesen Bereich die Bauarbeiten der neuen Umwallung im Gange, mit denen im Vorfeld des Weyertores nun das „Luxemburger Tor“ entstand. Wahrscheinlich erhielt die bisherige Zülpicher Landstraße im Kölner Bereich ihre Umbenennung zur heute gebräuchlichen Bezeichnung Luxemburger Straße. Wenige Jahre später wurde das Weyertor abgebrochen.
Danach entstanden nach Plänen von Karl Henrici aus Aachen und unter der Leitung des Stadtbaumeisters Josef Stübben die Ringstraßenabschnitte, und vor der ehemaligen Bastion des Tores der an kaiserliche Zeiten erinnernde Barbarossaplatz. Neben diesem entstand 1898 der Vorgebirgsbahnhof, an dem nun Reisende aus Bonn und den Vorgebirgsorten dem „Feurigen Elias“, einer Dampfeisenbahn, entstiegen.